# Dammsjön (Söderbärke socken, Dalarna, 667088-149350)
Dammsjön är en sjö i Smedjebackens kommun i Dalarna och ingår i Norrströms huvudavrinningsområde. Sjön har en area på 0,0462 kvadratkilometer och ligger 147,1 meter över havet. Sjön avvattnas av vattendraget Larsboån. Vid provfiske har abborre, gers, gädda och mört fångats i sjön.

## Delavrinningsområde
Dammsjön ingår i det delavrinningsområde (667309-149322) som SMHI kallar för Utloppet av Långsjön. Medelhöjden är 191 meter över havet och ytan är 16,65 kvadratkilometer. Det finns ett avrinningsområde uppströms, och räknas det in blir den ackumulerade arean 38,29 kvadratkilometer. Larsboån som avvattnar avrinningsområdet har biflödesordning 4, vilket innebär att vattnet flödar genom totalt 4 vattendrag innan det når havet efter 245 kilometer. Avrinningsområdet består mestadels av skog (82 procent). Avrinningsområdet har 2,6 kvadratkilometer vattenytor vilket ger det en sjöprocent på 6,8 procent.